# Ceylalictus karachensis
Ceylalictus karachensis är en biart som först beskrevs av Cockerell 1911.  Ceylalictus karachensis ingår i släktet Ceylalictus och familjen vägbin. Inga underarter finns listade i Catalogue of Life.